# Bupleurum anatolicum
Bupleurum anatolicum är en flockblommig växtart som beskrevs av Hub.-mor. och Reese. Bupleurum anatolicum ingår i släktet harörter, och familjen flockblommiga växter. Inga underarter finns listade i Catalogue of Life.